# Neuwiedia veratrifolia
Neuwiedia veratrifolia es una especie de orquídea de hábito terrestre, perteneciente a la subfamilia Apostasioideae.

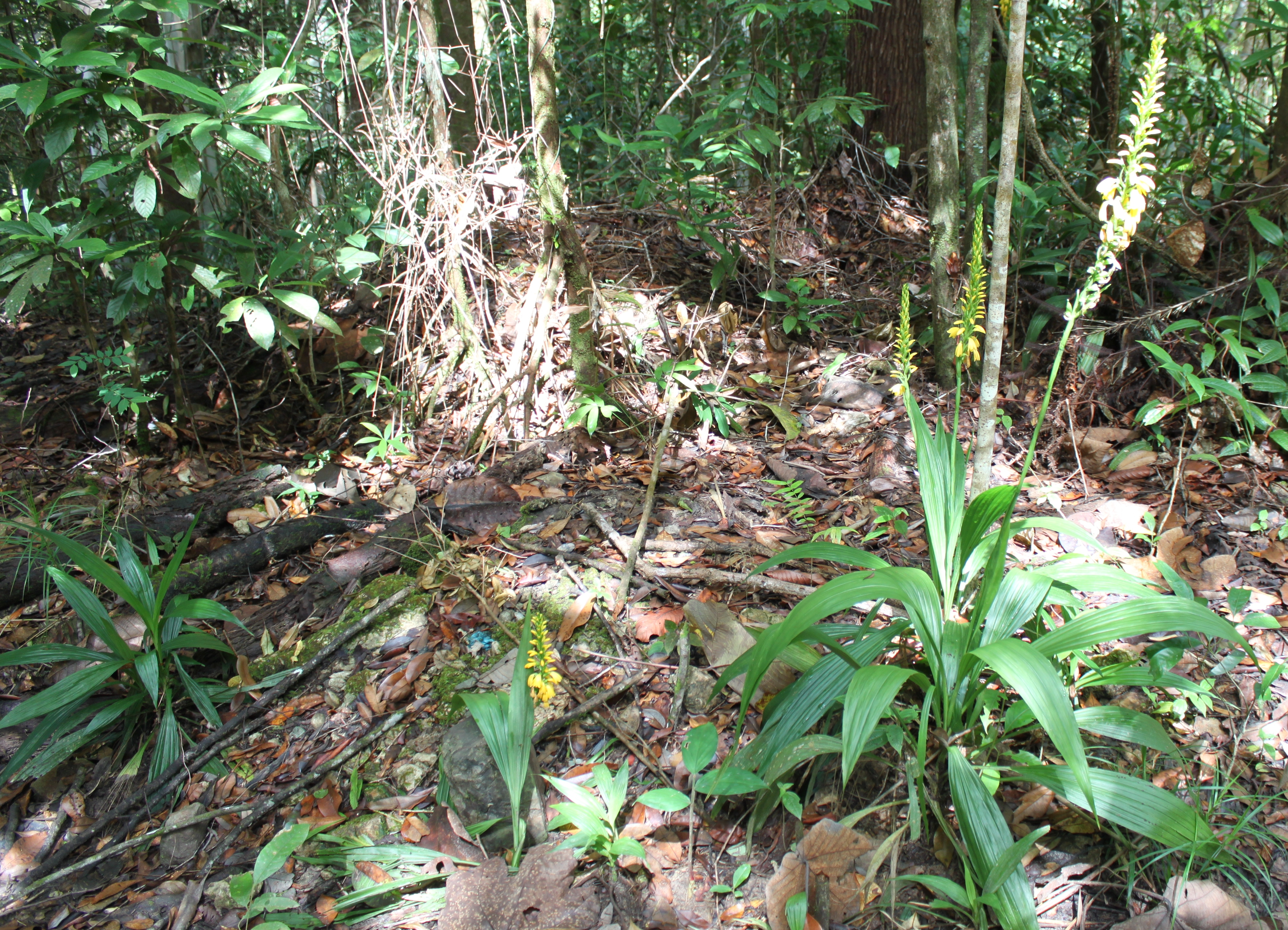
Vista de la planta

## Descripción
Es una orquídea de tamaño grande, prefiere clima cálido y tiene hábito terrestre con un tallo erecto que lleva 10 hojas, dísticas , estrechamente lanceoladas, acuminadas y agudas, de tamaño variable. Florece en una inflorescencia de 50 + cm de largo, con 40 a 80 flores,  con brácteas lineares, agudas  y portando flores fragantes.

## Distribución y hábitat
Es una especie terrestre que se encuentra en Malasia, Borneo, Java, Sumatra, Molucas, Nueva Guinea, las Islas Salomón, Filipinas y Vanuatu en altitudes entre 250 y 1000 metros. 

## Taxonomía
Neuwiedia veratrifolia fue descrita por Carl Ludwig Blume y publicado en Tijdschrift voor Natuurlijke Geschiedenis en Physiologie 1: 142. 1834.
Etimología
Neuwiedia: nombre genérico que fue nombrado por Carl Ludwig von Blume en honor de Maximilian zu Wied-Neuwied (1782-1867).
veratrifolia: epíteto que significa "hojas como Veratrum.
Sinonimia
- Neuwiedia amboinensis J.J.Sm.
- Neuwiedia calanthoides Ridl.
- Neuwiedia cucullata J.J.Sm.
- Neuwiedia lindleyi Rolfe[4]